# Államok vezetőinek listája 64-ben
Ezen az oldalon az i. sz. 64-ben fennálló államok vezetőinek névsora olvasható földrészek, majd országok szerinti bontásban.

## Európa
- Boszporoszi Királyság
  - Király: I. Kotüsz (45/46–68/69)
- Dák Királyság
  - Király: Scorilo (30–70)
- Római Birodalom
  - Császár: Nero (54–68)  
    - Consul: Caius Laecanius Bassus
    - Consul: Marcus Licinius Crassus Frugi
    - Consul suffectus: Caius Licinius Mucianus
    - Consul suffectus: Quintus Fabius Barbarus Antonius Macer

  - Britannia provincia
    - Legatus: Marcus Trebellius Maximus (63–69)

## Ázsia
- Armenia
  - Király: I. Tiridatész (61–75)
- Atropaténé
  - Király: Pakórosz (51-70 után)
- Elümaisz
  - Király: II. Oródész (50-70)
- Hsziungnuk
  - Sanjü: Huhszie Sicsu Huti (63-85)
- Ibériai Királyság
  - Király: I. Mithridatész (58–106)
- India
  - Anuradhapura
    - Király: Szubharadzsa (60-66)

  - Indo-pártus Királyság
    - Király: I. Abdagaszész (50–65)
- Japán
  - Császár: Szuinin (i. e. 29–70)
- Kína (Han-dinasztia)
  - Császár: Han Ming-ti (57–75)
- Kommagéné
  - Király: IV. Antiokhosz (38–72)
- Korea
  - Pekcse
    - Király: Taru (29–77)

  - Kogurjo
    - Király: Thedzso (53–146)

  - Silla
    - Király: Thalhe (57–80)

  - Kaja államszövetség
    - Király: Szuro (42–199?)
- Kusán Birodalom
  - Király: Kudzsula Kadphiszész (30-80)
- Nabateus Királyság
  - Király: II. Malikhosz (40–70)
- Oszroéné
  - Király: VI. Mánu (57–71)
- Pártus Birodalom
  - Nagykirály: I. Vologaészész (51–76/80)
- Pontoszi Királyság
  - Királynő: II. Polemón (38-64)
- Római Birodalom
  - Iudaea 
    - Király: II. Heródes Agrippa (50–70)
    - Procurator: Lucceius Albinus (62–64)
    - Procurator: Gessius Florus (64–66)
    - Főpap: Josua ben Gamáliel (63-64)

  - Syria provincia
    - Praefectus: Caius Cestius Gallus (63–67)

## Afrika
- Római Birodalom
  - Aegyptus provincia
    - Praefectus: Caius Caecina Tuscus (63–64)
- Kusita Királyság
  - Kusita uralkodók listája

## Fordítás
Ez a szócikk részben vagy egészben  a   Liste der Staatsoberhäupter 64 című német Wikipédia-szócikk ezen változatának fordításán alapul.  Az eredeti cikk szerkesztőit annak laptörténete sorolja fel. Ez a jelzés csupán a megfogalmazás eredetét és a szerzői jogokat jelzi, nem szolgál a cikkben szereplő információk forrásmegjelöléseként.